# Pärivere
Pärivere – wieś w Estonii, w prowincji Pärnu, w gminie Are.